# Sainte-Marie-Lapanouze
Sainte-Marie-Lapanouze este o comună în departamentul Corrèze din centrul Franței. În 2009 avea o populație de 61 de locuitori.

## Evoluția populației
| An        | 1975 | 1982 | 1990 | 1999 | 2006 | 2009 |
| --------- | ---- | ---- | ---- | ---- | ---- | ---- |
| Populație | 71   | 66   | 53   | 43   | 55   | 61   |